# Tatort: Flucht nach Miami
Flucht nach Miami ist ein Fernsehfilm aus der Krimireihe Tatort. Es ist der vierte Fall der Düsseldorfer Ermittler Flemming, Koch und Ballauf und die 274. Tatortfolge. Der vom Westdeutschen Rundfunk produzierte Beitrag wurde am 18. April 1993 auf Das Erste zum ersten Mal gesendet. Flemming und sein Team haben es mit dem Mord an einer verschuldeten Hausfrau zu tun, die zur Prostitution genötigt wurde.

## Handlung
Kredithai Kampen, Inhaber der „SOS-Kreditvermittlung“, vergibt über den Rentner Kurt Schoenflies, der verzweifelten Hausfrauen möglichst hohe Kreditsummen aufdrängen soll, Kredite zu vollkommen überzogenen Zinsen. Schoenflies träumt davon, sich von dem so verdienten Geld einen Lebensabend in Miami leisten zu können. Nora Fray wird in einer Modellwohnung, in der sie von Kampen zur Prostitution gezwungen wird, ermordet. Als Kampen aus der Wohnung kommt, fährt er aufgelöst mit dem im Auto wartenden Schoenflies davon. Am nächsten Morgen wird eine unbekannte Frauenleiche im Kofferraum eines Altautos auf einem Schrottplatz entdeckt, die Leiche muss dort in der Nacht abgelegt worden sein. Kampen setzt unterdessen seine Schuldnerin, die Hausfrau Gohlke, unter Druck, anschaffen zu gehen, um die Schulden bei ihm zu begleichen, später wird er von einem Zuhälter bedroht, sich aus dem Geschäft herauszuhalten. Kurz darauf erfährt Kampen von seinem Geldgeber, dem Bankdirektor Sartorius, dass Kampens Investition in eine Ferienanlage ein Fehlschlag war, das Geld wird er abschreiben müssen. Zudem setzt Sartorius ihn unter Druck, die Rückzahlungen und Zinsen der Schuldner schneller einzutreiben und an ihn weiterzuleiten. Schoenflies erzählt Kampen, dass er Urlaub gebucht habe und deshalb sein Honorar benötige, Kampen nimmt ihm daraufhin sein Flugticket ab, um ein Druckmittel gegen Schoenflies zu haben.
Die Obduktion der mittlerweile identifizierten Nora Fray ergibt, dass sie erwürgt wurde, es gibt keine Anzeichen für ein Sexualdelikt, ihr Mann hatte sie am Vortag vermisst gemeldet. Max Ballauf, der mit Rainer Fray zur Schule gegangen ist, sucht diesen gemeinsam mit seiner Kollegin Miriam Koch auf und überbringt ihm die traurige Nachricht. Koch lässt ohne Abstimmung mit Ballauf die Wohnung durchsuchen, die Beamten finden einen im Badezimmer gut versteckten Kreditvertrag Noras mit der „SOS-Kreditvermittlung“ über DM 20.000, ihr Mann weiß nichts von einem Kredit. Schoenflies liest in der Zeitung vom Tod Noras, er nimmt heimlich den Schlüssel für die Modellwohnung, den Kampen bei sich im Schreibtisch aufbewahrt hat, und geht in die Wohnung. Er durchsucht diese und findet eine Halskette mit der Gravur „Nora“ unter dem Bett. Ballauf und Koch suchen unterdessen Kampen auf, dieser gibt an, dass er die Kredite vermittle, so dass die Schuldner auch bei mangelnder Bonität durch ihn an die benötigten Kredite kommen. Trotz der offensichtlich vollkommen überhöhten Kreditgebühren von 49 % können die Beamten nichts gegen Kampen unternehmen, da sein Geschäftsgebaren legal ist. Nachts bricht Ballauf in Kampens Geschäftsräume ein, wird aber von Kampens Leuten niedergeschlagen und gestellt. Koch ruft daraufhin Flemming aus dem Urlaub, Flemming stellt Ballauf zur Rede, dieser informiert Flemming darüber, dass Kampens Kundin Gohlke wie Nora mit der Tilgung in Verzug ist, dennoch wird Ballauf vom Fall abgezogen und hat Glück, dass Kampen auf eine Strafanzeige verzichtet.
Flemming und Koch legen sich aufgrund von Ballaufs Hinweis bei Frau Gohlke auf die Lauer und beobachten tatsächlich, wie Kampen zu ihr fährt. Frau Gohlke kann den Kredit nicht ausreichend bedienen, woraufhin ihr Kampen Dessous und den Schlüssel für seine Modellwohnung übergibt. Die Beamten suchen Frau Gohlke auf, nachdem Kampen gegangen ist, diese ist verzweifelt und erzählt den Beamten vom netten alten Herrn Schoenflies, der das Kreditgeschäft angebahnt hatte, nun sitze sie unweigerlich in der Falle, dass Kampen sie nun zur Prostitution zwingt, verschweigt sie Flemming und Koch. Schoenflies deponiert die gefundene Halskette in einem Schließfach und ruft anschließend Kampen an. Er fordert sein ausstehendes Honorar und das Flugticket, sonst gehe er zur Polizei und informiere sie darüber, dass Kampen Nora zur Prostitution gezwungen habe und kurz vor der Ermordung bei ihr in der Modellwohnung gewesen sei. Ballauf beobachtet, wie ein ihm bekannter Zuhälter mit einem Handlanger Kampens Leute verprügelt, er stellt den Zuhälter zur Rede und erfährt davon, dass Kampen neuerdings mit Hausfrauensex im Rotlichtmilieu mitmischt. Ballauf sucht Frau Gohlke, die erstmals für Kampen anschaffen geht, in dessen Modellwohnung auf, Flemming und Koch, die Frau Gohlke überwacht haben, kommen hinzu und fordern sie auf, ihr alles über Kampen und den Kredit zu erzählen. Als Kampen am Abend sein Geld bei Frau Gohlke abholt, sind dort auch Flemming und Koch und nehmen ihn fest, sein Anwalt erreicht allerdings seine Freilassung. Bei Kampen finden die Beamten auch das Flugticket von Schoenflies nach Miami. Flemming sucht diesen am nächsten Morgen auf, dieser bestreitet zunächst, für Kampen zu arbeiten, als Flemming ihm das Ticket zeigt, räumt dieser seine Tätigkeit als „Kundenberater“ ein, von Nora Fray oder Liebesdiensten der verschuldeten Frauen will er nichts gewusst haben.
Die Beamten suchen Rainer Fray auf, der zeigt sich empört darüber, dass die Beamten seiner ermordeten Frau Prostitution unterstellen, er will weiterhin vom Kredit und der Tätigkeit seiner Frau nichts gewusst haben. Koch hat unterdessen den Kreditvertrag von Nora Fray überprüfen lassen, Kampen hat ihr für die Restschuldversicherung im Todesfall mehr Geld berechnet, als er an die Bank abführen musste. Bankdirektor Sartorius bestätigt Flemming und Koch gegenüber den Verdacht. Schoenflies trifft sich mit Kampen und lässt sich sein Honorar auszahlen, die Kette will er diesem erst zukommen lassen, wenn er im Flugzeug nach Miami sitzt. Zu Hause wird Schoenflies bereits von Flemming erwartet, dieser konfrontiert ihn damit, dass er von den Verträgen weiß. Schoenflies gesteht schließlich und sagt aus, dass er aussteigen wollte, jedoch von Kampen unter Druck gesetzt wurde, weiterzumachen; Kampen habe Nora Fray umgebracht. Flemming lässt Kampen erneut festnehmen, er gesteht schließlich, Nora zur Prostitution gezwungen zu haben, beteuert allerdings, dass er Nora bereits tot aufgefunden habe. Die Leiche hat er fortgeschafft, weil er befürchtete, dass der Verdacht auf ihn fiele. Er erzählt weiterhin, dass Schoenflies ihn mit der Goldkette erpresst, gefunden hatten die Beamten bei der Leiche allerdings eine andere Kette mit der Gravur „Reiner“. Flemming und Ballauf finden heraus, dass Schoenflies erneut einen Flug für heute nach Miami gebucht hat, und eilen zum Flughafen. Sie verpassen Schoenflies am Flughafen, dieser sitzt im Flieger nach Miami und lässt es sich gut gehen, hat aber für die Beamten am Schalter ein Kuvert mit der Nora-Kette zurückgelassen. Flemming und Ballauf schließen, dass die Eheleute Ketten mit ihren Namen getauscht und dies die Ketten von Rainer sein müsse. Rainer gesteht schließlich, seiner Frau gefolgt zu sein und sie beobachtet zu haben, schließlich habe er bei der Modellwohnung geklingelt und seine Frau im Affekt getötet, als sie halbnackt vor ihm stand und offensichtlich den nächsten Freier erwartet hatte.

## Hintergrund
Nach seinem Einbruch in Kampens Büro wird Ballauf zunächst zum Dienst ins "Hallenbad Mitte" geschickt. Es handelt sich dabei um das städtische Hallenbad an der Münsterstraße, seit der Sanierung 2003 als Münster-Therme bekannt.
Schoenflies arrangiert ein Treffen mit Kampen in der Kunstsammlung Nordrhein-Westfalen. An der Fassade des Gebäudes ist Werbung für die Ausstellung von Richard Serra 1992 zu sehen.
Den Titelsong Leben ist Hoffnung singt Ana Gonzalez.

## Rezeption

### Einschaltquoten
Die Erstausstrahlung des Tatort Flucht nach Miami am 18. April 1993 wurde in Deutschland insgesamt von 10,95 Millionen Zuschauern gesehen und erreichte damit einen Marktanteil von 33,00 %.

### Kritiken
Die Kritiker der Fernsehzeitschrift TV Spielfilm beurteilen die Folge positiv und kommentieren: „Der Fall geht so, aber Lauterbach gibt alles“.